# Porto Santo Golfe
O Porto Santo Golfe é um clube de golfe português de 28 buracos, situado na ilha do Porto Santo, no arquipélago da Madeira. Foi inaugurado em 1 de outubro de 2004, tendo sido idealizado pelo famoso golfista espanhol Severiano Ballesteros.
O clube hospeda o Open da Madeira, integrado no European Tour.
O Porto Santo Golfe ocupa o 2.º lugar do Top 10 de melhor campo de golfe de [Portugal]], num universo de mais de 6 600 campos de golfe europeus. Dois anos antes, em 2009, ocupava o 94.º lugar, o que representa uma subida de 24 posições.